# Lijst van vlaggen van Hondurese deelgebieden
Dit artikel bevat een lijst van vlaggen van Hondurese deelgebieden. Honduras bestaat uit achttien departementen.

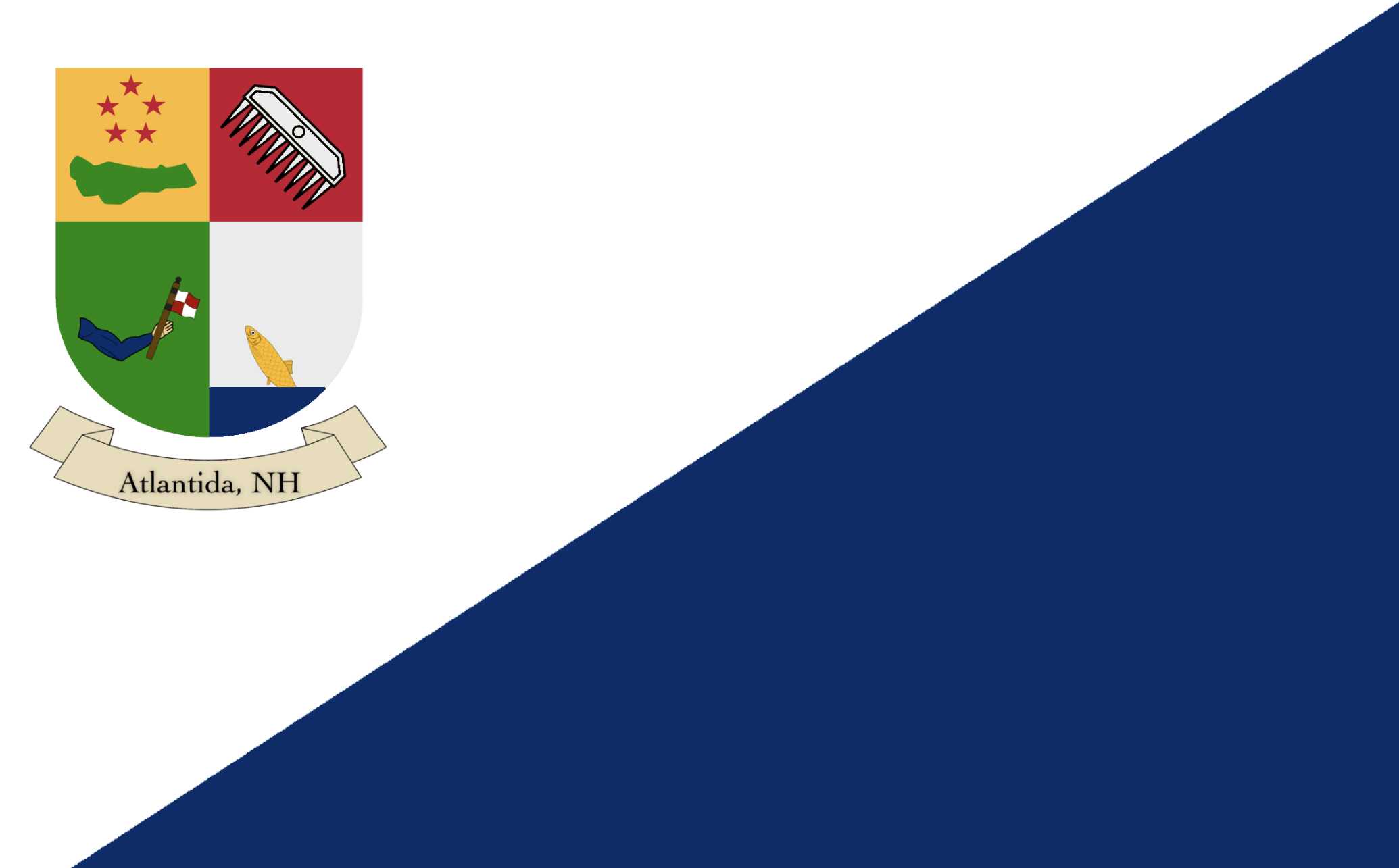
Atlántida
Islas de la Bahía
Choluteca
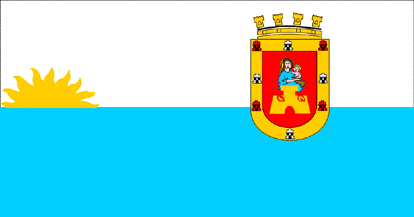
Colón
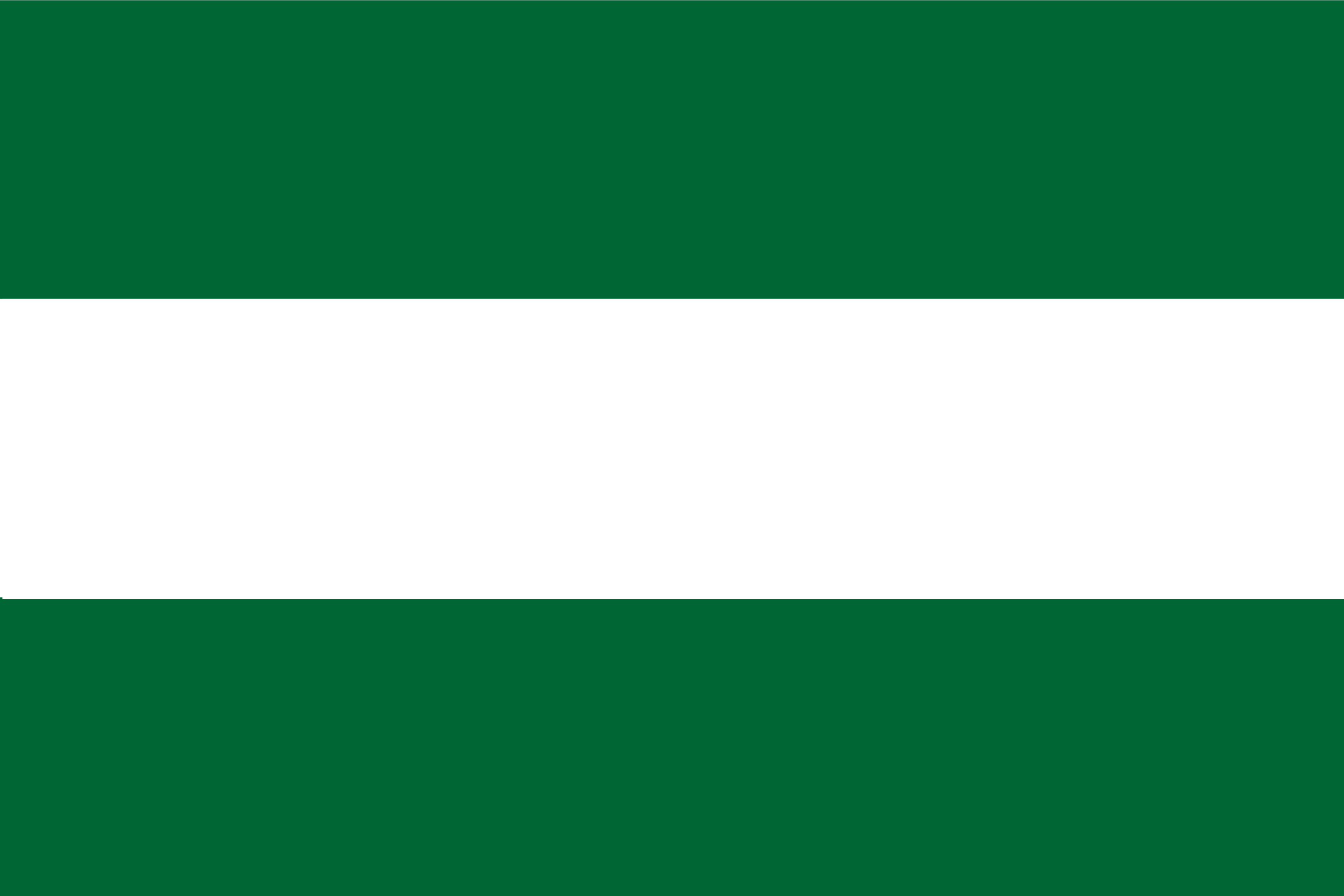
Comayagua
Copán
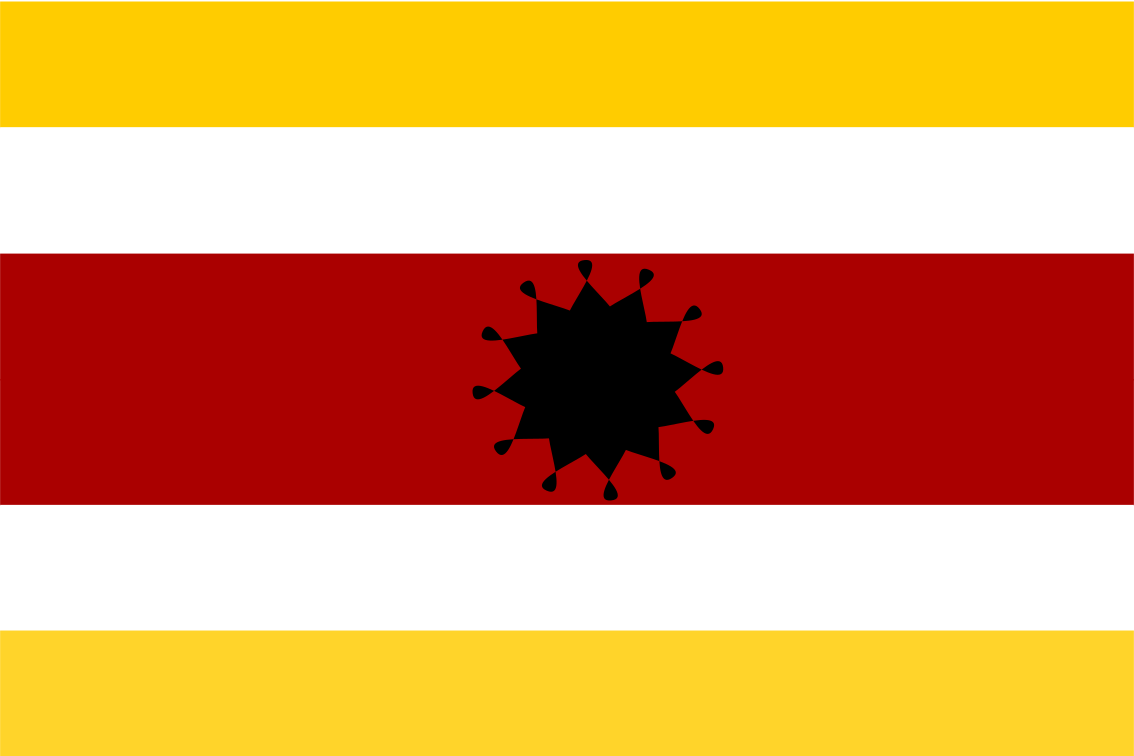
Cortés
El Paraíso
Francisco Morazán
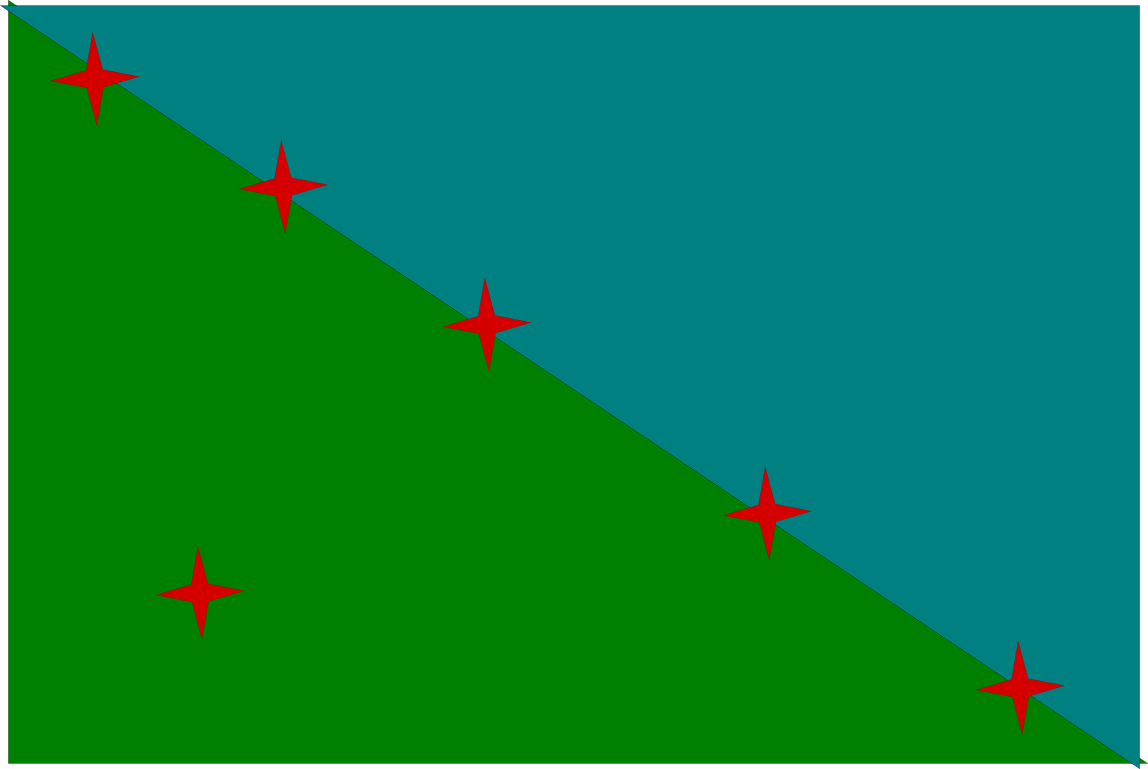
Gracias a Dios
Intibucá
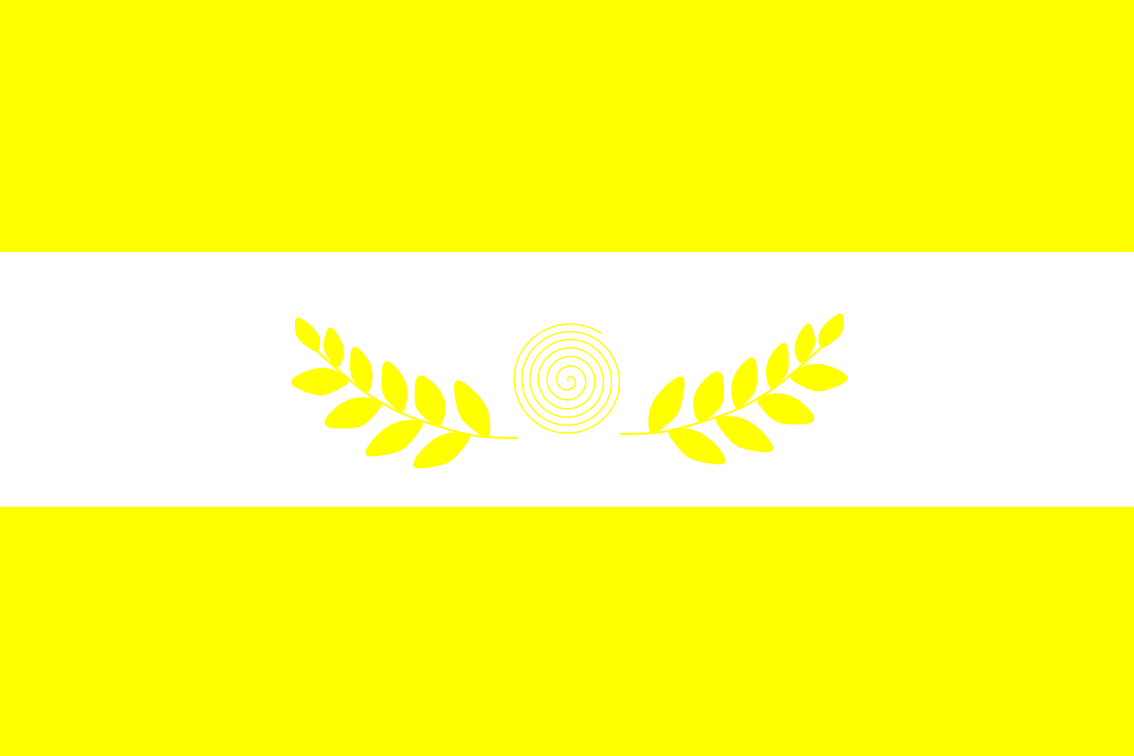
La Paz
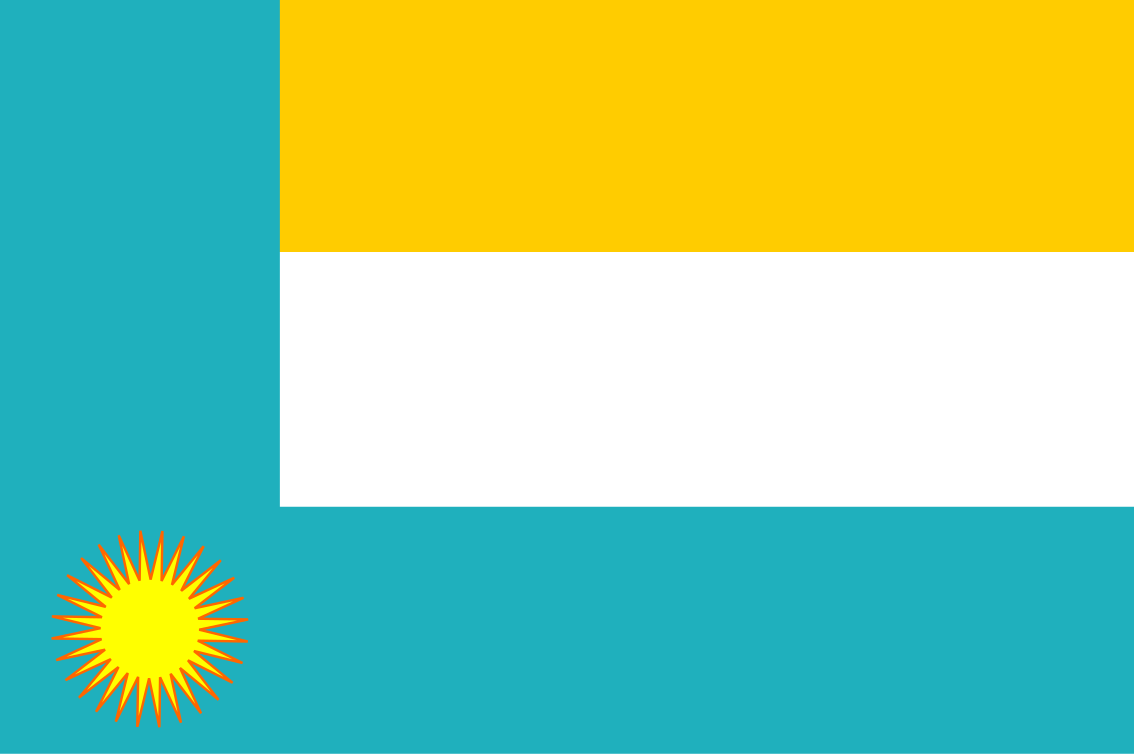
Lempira
Ocotepeque
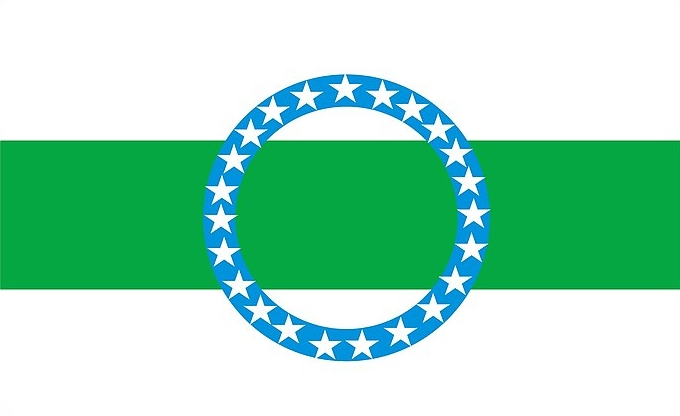
Olancho
Santa Bárbara
Valle
Yoro